# Avatjärnen (Skellefteå socken, Västerbotten)
Avatjärnen är en sjö i Skellefteå kommun i Västerbotten och ingår i Skellefteälvens huvudavrinningsområde.